# Carlos Dargent
Carlos Eduardo Dargent Chamot (Lima, 23 de julio de 1947) es un empresario y político peruano. Fue alcalde del distrito de Santiago de Surco desde 1996 hasta 2006.

## Biografía
Carlos Dargent nació el 23 de julio de 1947 en Lima. Es hijo de Eduardo Dargent Ávalos nacido en 1919 y de María Luisa Chamot Larco nacida 1920, quienes tuvieron otros dos hijos: Eduardo Carlos y María Dennise. 

## Vida política
En 1995 postula a la alcaldía del distrito de Santiago de Surco, en las filas del Movimiento Somos Lima, accediendo al cargo para el periodo 1996-1998. Es reelecto por el Partido Democrático Somos Perú para los periodos 1999-2002 y 2003-2006. Dargent ha sido conocido como un alcalde sencillo, cordial, cercano a sus vecinos y de gestión transparente.
Según los vecinos, su reelección se debió al evidente cambio en materia ambiental, urbanística, ornato público, seguridad y modernización del distrito contando con funcionarios de primer nivel como es el caso del Ing. Luis Robles Recavarren, Ing. Juan Molina Huertas, Sr. Waldo Olivos Rengifo, Gral. Rafael Vizcarra Ortíz, entre otros.[cita requerida]
En su gestión se dio impulso al tema medioambiental, creando las campañas de reciclaje de desperdicios, lo que conllevó a crear la Primera Planta de Reciclaje de Residuos en un distrito de Lima.
Durante su gestión se promocionó y organizó las actividades deportivas que hasta hoy mantienen su atractivo y concitan la atención de sus pobladores. Adicionalmente, se relanzó con fuerza la estrategia de consolidar la imagen de Surco Distrito Tradicional y Turístico, embelleciendo e impulsando los servicios de comida surcana, ferias de artesanía, noches de gala criolla, etc.
El alcalde del distrito de Surco ,en el caso de la discoteca Utopía, dijo que este era un desastre anunciado y se deslindó de toda responsabilidad al culpar del siniestro a los dueños de la discoteca que carecía de licencias municipales, ni de construcción ni de funcionamiento, y a los concesionarios del Centro Comercial Jockey Plaza, quienes según el alcalde, permitían el funcionamiento del centro nocturno sin que reuniera las mínimas condiciones de seguridad
Ya retirado de la política, pero no de la Municipalidad, apoya técnicamente la realización de proyectos emblemáticos a la Alcaldía de la Municipalidad de Santiago de Surco.